# Jessamyn West
Mary Jessamyn West (* 18. Juli 1902 in Vernon, Indiana; † 23. Februar 1984 in Napa, Kalifornien) war eine US-amerikanische Schriftstellerin, die vor allem durch die Kurzgeschichtensammlung The Friendly Persuasion bekannt wurde.

## Leben
Die Tochter eines Zitronenfarmers studierte nach dem Schulbesuch am Whittier College, das sie 1923 mit einem Bachelor of Arts abschloss. Nach ihrer Eheschließung mit einem Schulverwaltungsmitarbeiter nahm sie später postgraduale Studien an der University of Oxford 1929 sowie an der University of California at Berkeley auf, die sie jedoch nicht abschloss.
Jessamyn West, die sich auch in der American Civil Liberties Union (ACLU) sowie der National Association for the Advancement of Colored People (NAACP) engagierte, gab ihr schriftstellerische Debüt 1945 mit der Veröffentlichung von The Friendly Persuasion, einer Sammlung von Kurzgeschichten, die 1956 von William Wyler unter dem Titel Lockende Versuchung verfilmt wurde.
Nach dem Roman The Witch Diggers (1951) und der Kurzgeschichtensammlung Cress Delahanty (1953) erschienen 1957 erstmals ihre Memoiren unter dem Titel To See the Dream. 1958 arbeitete sie erneut mit dem Filmregisseur William Wyler zusammen und zwar als Drehbuchautorin für dessen Film Weites Land.
Danach folgten das Sachbuch Love Is Not What You Think (1959), der Roman A Matter of Time (1966) sowie Except for Me and Thee (1969), ehe sie mit Hide and Seek (1973) einen weiteren Band ihrer Memoiren veröffentlichte. 1974 veröffentlichte Jessamyn West die Anthologie The Secret Look, der 1976 mit The Woman Said Yes: Encounters with Life and Death wieder eine Autobiografie folgte. Auch das Buch Double Discovery: A Journey (1980) trägt autobiografische Züge.
Zuletzt erschien posthum von ihr 1986 der Kurzgeschichtenband Collected Stories.

## Hintergrundliteratur
- Alfred S. Shivers: Jessamyn West, Boston (Twayne), 1972 (Neuauflage 1992)
- Ann Dahlstrom Farmer / Philip M. O’Brien: Jessamyn West: A Descriptive and Annotated Bibliography, Lanham (Scarecrow Press), 1998

| Personendaten    | Personendaten                            |
| ---------------- | ---------------------------------------- |
| NAME             | West, Jessamyn                           |
| ALTERNATIVNAMEN  | West, Mary Jessamyn (vollständiger Name) |
| KURZBESCHREIBUNG | US-amerikanische Schriftstellerin        |
| GEBURTSDATUM     | 18. Juli 1902                            |
| GEBURTSORT       | Vernon, Indiana                          |
| STERBEDATUM      | 23. Februar 1984                         |
| STERBEORT        | Napa, Kalifornien                        |